# Jørgen Lindegaard
 Der er for få eller ingen kildehenvisninger i denne artikel, hvilket er et problem. Du kan hjælpe ved at angive troværdige kilder til de påstande, som fremføres i artiklen.

Jørgen Lindegaard (født 7. oktober 1948) er en dansk erhvervsmand, som har haft flere betydelige ledelses- og bestyrelsesposter i danske og udenlandske virksomheder.
Blandt andet bestred han fra 1991-1995 posten som administrerende direktør i telefonselskabet KTAS og i 2000-2005 administrerende direktør for flyselskabet SAS. Han var ligeledes topchef for rengøringskoncernen ISS fra 2006-2010, men trådte tilbage i 2010 og indtog plads i bestyrelsen.
Herefter er Lindegaard påbegyndt flere bestyrelsesposter. Blandt andet købte Lindegaard i 2010 10% af AVT Business School og indtrådte som bestyrelsesformand. Yderligere er Lindegaard udpeget som ny formand for VK-regeringens Udbudsråd.
2006 blev han Ridder af 1. grad af Dannebrog.

## Tidslinje
- 1975: Uddannet som civilingeniør fra DTU.
- 1975-1977: Philips Telekommunikation
- 1977-1991: Fyns Telefon
- 1991-1995: KTAS
- 1995-2000: GN Store Nord
- 2000-2005: SAS
- 2006-2010 : ISS
- 2014-nu: Bestyrelsesformand i Waimea Digital
- 2015-nu: Formand for Rungsted havn